# أنيبال غودوي
أنيبال غودوي (بالإسبانية: Aníbal Godoy) (و. 1990  م) هو لاعب كرة قدم، من بنما، ولد في مدينة بنما، يلعب كلاعب وسط.

## روابط خارجية
- أنيبال غودوي على موقع الاتحاد الدولي (مؤرشف)  (الإنجليزية)
- أنيبال غودوي على موقع الدوري الأمريكي (الإنجليزية)
- أنيبال غودوي على موقع إي إس بي إن إف سي (الإنجليزية)
- أنيبال غودوي على موقع قاعدة بيانات كرة القدم.إي يو (الإنجليزية)
- أنيبال غودوي على موقع ناشيونال فوتبول تيمز (الإنجليزية)
- أنيبال غودوي على موقع Soccerbase.com (لاعب) (الإنجليزية)
- أنيبال غودوي على موقع Soccerway.com (الإنجليزية)
- أنيبال غودوي على موقع عالم كرة القدم.نت (الإنجليزية)
- أنيبال غودوي على موقع AS.com (الإسبانية)